# 锡科马里奥

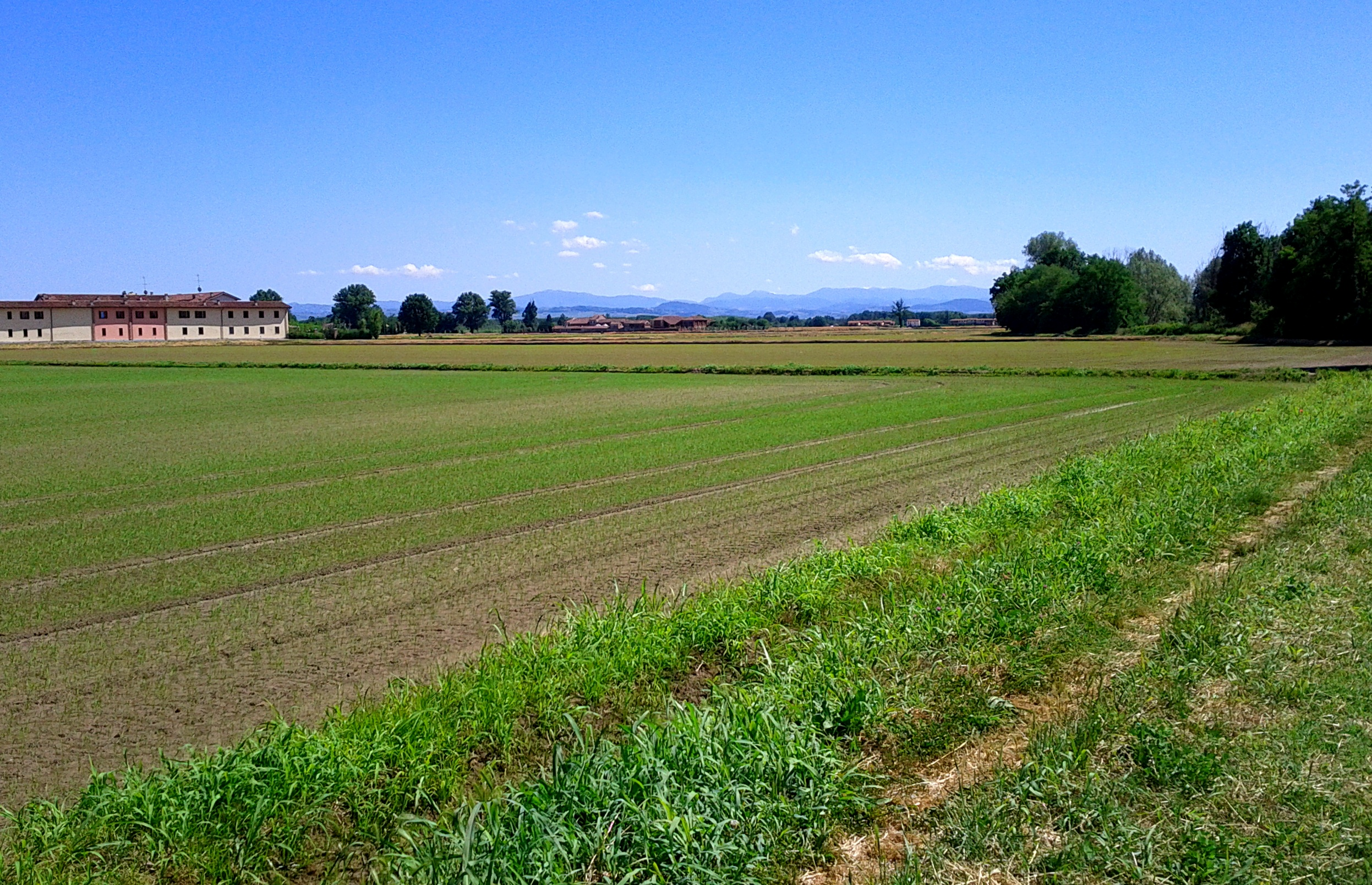

锡科马里奥（義大利語：Siccomario）是意大利帕維亞省的一个地区，居民13070人。